# Почапинцы (Тернопольская область)
Почапинцы (укр. Почапинці) — село в Подгороднянской сельской общине Тернопольского района Тернопольской области Украины.
Население по переписи 2023 года составляло 571 человека. Почтовый индекс — 47721. Телефонный код — 352.